# Jürgen Ritte
 (janvier 2025).
Si vous disposez d'ouvrages ou d'articles de référence ou si vous connaissez des sites web de qualité traitant du thème abordé ici, merci de compléter l'article en donnant les références utiles à sa vérifiabilité et en les liant à la section « Notes et références ».
Jürgen Ritte, né en 1956 à Cologne, est un traducteur, éditeur, essayiste et journaliste littéraire allemand, vivant à Paris.
Professeur à l'université Sorbonne Nouvelle - Paris 3, membre du comité d'administration des Assises de la traduction littéraire en Arles (ATLAS), du conseil scientifique de la Marcel Proust Gesellschaft et du comité éditorial de la revue Flandziu, revue biannuelle sur la littérature de la modernité, Jürgen Ritte travaille sur les littératures française et allemande, sur lesquelles il publie de nombreux articles.
Proche de l'Oulipo dont il a été l'invité d'honneur en 1997, il a traduit et édité de nombreux oulipiens en allemand, et traduit Oskar Pastior en français.
Il a été lauréat, en septembre 2013, du prix Eugen Helmlé qui récompense un traducteur franco-allemand.

## Traductions

### En français
- Oskar Pastior :
  - Spielregel, Wildwuchs, Translation (Règle du jeu, Ulcérations, Translations), BO no 73, 1995.
  - «sestinenformulate». monadengraphik und minisestinen" / «formulats sextiniens». monadographie et minisextines, BO no 126, 2003.
- Walter Serner, La Tigresse, Paris (Éditions Allia) 1996 (EO: Die Tigerin) (avec Danielle Meudal).

### En allemand
- Joseph Delteil, An den Ufern des Amur, Stuttgart, Klett-Cotta (Cotta’s Bibliothek der Moderne, Bd. 69) 1988. Avec postface : « Der Bauer von Paris ». EO : Sur le fleuve Amour  (1922).
- Pierre Mac Orlan:
  - Hafen im Neben, Stuttgart, Klett-Cotta, 1988. Avec postface. EO : Le Quai des brumes (1927).
  - Mademoiselle Bambù, Stuttgart, Klett-Cotta, 1990. EO : Mademoiselle Bambù (1950).
- Patrick Deville:
  - Das Perspektiv, Reinbek, Rowohlt-Verlag, 1989. EO : Longue Vue  (1988).
  - Über wissenschaftliche und poetische Schreibweisen, Graz, Literaturverlag Droschl (Essay 6), 1992. EO : Écriture scientifique, écriture poétique (1992).
- Daniel Benoin, Sigmaringen (Frankreich), Reinbek, Rowohlt-Theaterverlag, 1991. EO : Sigmaringen (France) (1990).
- Edmond Jabès, Ein Fremder mit einem kleinen Buch unterm Arm, München, Carl Hanser Verlag, 1993. EO : Un Étranger avec, sous le bras, un livre de petit format (1989).
- Olivier Rolin, Meroe, Berlin, Berlin Verlag, 2002. EO : Méroé (1998).
- Marcel Bénabou, Jacob, Menachem und Mimoun. Ein Familienepos, Berlin, Berlin Verlag, 2004. EO : Jacob, Ménachem et Mimoun. Une épopée familiale  (1995).
- Paul Morand, Aufzeichnungen eines notorischen Schwimmers, Hamburg, marebuch-Verlag (marebibliothek, Bd. 21) 2005. Avec postface : « Porträt des Autors in der Badehose : Paul Morand und das Gedächtnis der See ». EO : Bains de mer, bains de rêve (1960).
- Hervé Le Tellier:
  - Kein wort mehr über liebe, DTV, 2011. EO : Assez parlé d'amour (2009).
  - Neun tage in Lissabon, DTV, 2013. EO : Eléctrico W (2011).
  - Ich und der Präsident, DTV, 2017. EO : Moi et François Mitterrand (2015).
  - All die glückliche Familien, DTV, 2019. EO : Toutes les familles heureuses (2017).
- Georges Perec
  - Der Condottiere, Carl Hanser Verlag, 2017. EO Le Condottiere (2017).

## Essais littéraires
- Das Sprachspiel der Moderne, Sh-Verlag, 1992, une étude sur l'esthétique littéraire chez Georges Perec
- Oulipo; Affensprache, Spielmaschinen und allgemeine Regelwerke, Berlin, Edition Plasma, 1997 (avec Hans Hartje)
- Marcel Proust. Sur la lecture. Tage des Lesens. Faksimile der Handschrift, Transkription, Kommentar und Essays, Francfort/M., Suhrkamp Verlag, 2004 (avec Reiner Speck)
- Aufklärung und Modernität: Eine Freundesgabe für Peter-Eckhard Knabe  (en collaboration avec Jürgen Klein et Edgar Mass), Tübingen, Stauffenburg, 2006
- Cher ami... Votre Marcel Proust. Marcel Proust im Spiegel seiner Korrespondenz / Marcel Proust et sa correspondance (avec Rainer Speck), édition bilingue, Cologne, Ed. Snoeck, 2009
- Bis auf die Knochen. Oulipo, das Kochbuch, das jeder braucht, Hambourg, Arche-Atrium-Verlag, 2009
- Endspiele. Geschichte und Erinnerung bei Dieter Forte, Walter Kempowski und W.G. Sebald, Berlin, Matthes & Seitz, 2009
- "'Griff ins Wörterherz' - Ein Florilegium für Hanns Grössel" (avec Norbert Wehr), Essen, Rigodon-Verlag, 2012